# 韦克·乌兹·扎曼
韦克·乌兹·扎曼（1966年9月16日—）是一名孟加拉国陆军四星上将，现任孟加拉国陆军参谋长。在时任孟加拉总理谢赫·哈西娜因2024年孟加拉国内大规模抗议的压力而被迫辞职后，扎曼宣布将寻求组建临时政府。